# Холинергический криз
Холинергический криз — это чрезмерная стимуляция нервно-мышечного синапса из-за избытка ацетилхолина (АЦХ) в результате бездействия фермента АХЭ, который обычно расщепляет ацетилхолин.

## Симптомы и диагностика
В результате холинергического криза мышцы перестают реагировать на бомбардировку АЦХ, что приводит к вялому параличу, дыхательной недостаточности и другим признакам и симптомам, напоминающим отравление фосфорорганическими соединениями. Другие симптомы включают повышенное потоотделение, слюноотделение, бронхиальные выделения наряду с миозом (сужение зрачков).
Этот криз может быть замаскирован одновременным приемом атропина вместе с ингибитором холинэстеразы для предотвращения побочных эффектов. Вялый паралич, возникающий в результате холинергического криза, можно отличить от миастении при помощи препарата эдрофониум (Тенсилон), поскольку он только усугубляет паралич, вызванный холинергическим кризом, но укрепляет мышцы в случае миастении. (Эдрофониум является ингибитором холинэстеразы, следовательно, увеличивает концентрацию присутствующего ацетилхолина).
Полезно помнить о некоторых симптомах повышенной холинергической стимуляции, которые включают:
- Слюноотделение: стимуляция слюнных желез
- Лакримация: стимуляция слезных желез (слезотечение)
- Мочеиспускание: расслабление внутренней мышцы сфинктера уретры[англ.] и сокращение мышц детрузора
- Дефекация
- Желудочно-кишечные расстройства: изменение тонуса гладких мышц вызывает желудочно-кишечные проблемы[англ.], включая спазмы
- Рвота[2]
- Миоз[3]: сужение зрачков глаза за счет стимуляции мышц, сокращающих зрачки
- Мышечный спазм: стимуляция скелетных мышц (из-за стимуляции никотиновых рецепторов ацетилхолина)

## Причины
Холинергический криз, иногда известный мнемонически как «SLUDGE синдром» (Salivation, Lacrimation, Urination, Defecation, Gastrointestinal Distress and Emesis), может быть следствием:
- Заражения или чрезмерного воздействия определенных химикатов, включая:
  - нервно-паралитические агенты (например, зарин, VX, Новичок).
  - фосфорорганические инсектициды (например, паратион).
  - отравление никотином[англ.] также может проявляться схожими симптомами, так как оно связано с чрезмерной парасимпатической стимуляцией[5].
- Проглатывание некоторых ядовитых грибов (особенно мускаринсодержащих представителей родов Amanita, Inocybe и Clitocybe).
- В медицине это наблюдается у пациентов с миастенией, которые принимают слишком высокую дозу лекарств, таких как ингибиторы холинэстеразы, или наблюдается после общей анестезии, когда слишком высокая доза ингибитора холинэстеразы назначается для снятия эффекта хирургического паралича мышц.

## Лечение
Некоторые элементы холинергического криза можно лечить антимускариновыми препаратами, такими как атропин или дифенгидрамин, но самый важный элемент — остановку дыхания — нельзя.
Нервно-мышечный синапс, где мозг взаимодействует с мышцами (такими как диафрагма, основная дыхательная мышца), работает за счет ацетилхолина, активирующего никотиновые рецепторы ацетилхолина и приводящего к сокращению мышц. Атропин блокирует только мускариновые рецепторы ацетилхолина (иной подтип, нежели никотиновые рецепторы нервно-мышечного синапса), поэтому атропин не улучшает мышечную силу и способность дышать у человека с холинергическим кризом. Такому пациенту потребуются нервно-мышечные блокаторы и искусственная вентиляция легких через интубацию трахеи до тех пор, пока криз не разрешится сам по себе. Респираторный компромисс, вызванный холинергическим кризом, к сожалению, требует не менее инвазивного вмешательства.